# The Trial of a Time Lord
The Trial of a Time Lord foi a 23.ª temporada da série de televisão britânica de ficção científica Doctor Who. Estreou em 6 de setembro de 1986 com a primeira parte de The Mysterious Planet e terminou em 6 de dezembro do mesmo ano com a segunda e última parte de The Ultimate Foe. Estrelou Colin Baker como o Sexto Doutor, Nicola Bryant como Peri Brown e Bonnie Langford como Melanie Bush. A temporada é composta de uma única aventura com 14 episódios, divididos em quatro partes, cada qual com quatro seriais, com exceção da última parte. Diferente da 22.ª temporada, os episódios voltaram a ter 25 minutos de duração como nas outras 21 temporadas anteriores.
A ideia para a temporada resultou de várias mudanças na produção de Doctor Who, como a redução do tempo de tela para a temporada e um pedido do controlador da BBC, Michael Grade, de que a série contivesse menos violência e mais humor. Vários problemas ocorreram durante a produção, incluindo a morte do roteirista Robert Holmes e a renúncia do editor de roteiros Eric Saward. Este foi a última temporada a ser estrelada por Baker, que  foi demitido do papel quando a produção terminou. Ele foi substituído por Sylvester McCoy como o Sétimo Doutor na temporada seguinte.

## Elenco

### Principal
- Colin Baker como o Sexto Doutor
- Nicola Bryant como Peri Brown
- Bonnie Langford como Melanie Bush

### Recorrente
- Michael Jayston como o Valeyard
- Lynda Bellingham como a Inquisidora
- Anthony Ainley como o Mestre
- Tony Selby como Sabalom Glitz

## Seriais
| História | Serial | Título                 | Dirigido por     | Escrito por                     | Exibição original                                                                       | Cód. de produção | Audiência no Reino Unido (milhões) | AI       |
| --- | ------ | ---------------------- | ---------------- | ------------------------------- | --------------------------------------------------------------------------------------- | ---------------- | ---------------------------------- | -------- |
| 143a | 1      | The Mysterious Planet  | Nicholas Mallett | Robert Holmes                   | 6 de setembro de 198613 de setembro de 198620 de setembro de 198627 de setembro de 1986 | 7A               | 4,93,93,7                          | 72697072 |
| A TARDIS do Doutor é retirada do tempo-espaço. O Sexto Doutor é acusado de quebrar a Primeira Lei do Tempo pelo Alto Conselho de Gallifrey, a qual proíbe a interferência em mundos alienígenas e assuntos galácticos. O Valeyard apresenta as transgressões em uma tela de vídeo, retratando as aventuras anteriores do Doutor com sua acompanhante, Peri Brown. O Doutor suspeita de evidências censuradas. No primeiro flashback, o Doutor e Peri chegam ao planeta tribal Ravalox, localizado a dois anos-luz da localização conhecida da Terra. O Doutor nota uma semelhança entre Ravalox e Terra, com objetos da Terra - notavelmente a estação de metrô Marble Arch e o romance Moby Dick - presente em Ravalox. A única diferença astronômica aparente entre os dois é a posição de Ravalox na galáxia. O ladino Sabalom Glitz tenta obter segredos e tecnologia protegidos por um robô. O Doutor é forçado a desativar a fonte de alimentação instável do robô para evitar uma reação em cadeia, mas no processo os segredos são destruídos. Quando ele sai de Ravalox, o Doutor se pergunta por que a Terra parece ter sido movida a vários milhões de anos-luz de sua posição original.                                                                |        |                        |                  |                                 |                                                                                         |                  |                                    |          |
| 143b | 2      | Mindwarp               | Ron Jones        | Philip Martin                   | 4 de outubro de 198611 de outubro de 198618 de outubro de 198625 de outubro de 1986     | 7B               | 4,84,65,15,0                       | 71696672 |
| O Valeyard apresenta sua segunda prova para a acusação, as atividades do Doutor e Peri em Thoros Beta, imediatamente antes do julgamento. O flashback mostra o Doutor investigando vendas de armas, onde ele vê seu velho adversário Sil. A raça Sil, os Mentores, revelaram ter fornecido a Yrcanos, o rei local de uma cultura primitiva semelhante a Viking, com armas avançadas. Enquanto isso, um cientista, Crozier, está se preparando para uma cirurgia em Kiv, um influente mentor cujo cérebro está se expandindo. O Doutor é retratado como egoísta e despreocupado com o bem-estar de Peri durante o flashback, pois ele parece ajudar Crozier e os Mentores ao abandonar e trair Peri e Yrcanos. Esse comportamento incomum convence o Doutor de que a evidência foi alterada. Quando o Doutor descobre que Peri foi escolhida como a nova hospedeira para o cérebro de Kiv, ele se alia a Yrcanos para matar os Mentores. No entanto, antes que ele possa atacar, ele é capturado pelo Alto Conselho, resultando na "morte" de Peri. |        |                        |                  |                                 |                                                                                         |                  |                                    |          |
| 143c | 3      | Terror of the Vervoids | Chris Clough     | Pip e Jane Baker                | 1 de novembro de 19868 de novembro de 198615 de novembro de 198622 de novembro de 1986  | 7C               | 5,24,65,3                          | 6669     |
| O Doutor agora está autorizado a apresentar provas de sua defesa. Ele escolhe os eventos do futuro, na esperança de que ele venha a se reconciliar após o incidente de Thoros-Beta. Durante a apresentação, alguns detalhes aparecem alterados em relação ao que o Doutor revisou, aumentando suas suspeitas de que evidências estão sendo adulteradas. No ano de 2986, o Doutor e sua nova companheira Mel respondem a um pedido de socorro da nave interestelar Hyperion III. A nave é sabotada e as pessoas estão morrendo nas mãos dos Vervoids, humanoides parecidos com plantas que o Doutor aprende que foram geneticamente modificados para serem escravos. Embora o Doutor e Mel sejam capazes de parar os Vervoids, ele admite que nenhum dos Vervoids sobreviveu à viagem. O Valeyard - sob o artigo 7 da lei Gallifreyana - acusa o Doutor de genocídio. |        |                        |                  |                                 |                                                                                         |                  |                                    |          |
| 143d | 4      | The Ultimate Foe       | Chris Clough     | Robert Holmes, Pip e Jane Baker | 29 de novembro de 19866 de dezembro de 1986                                             | 7C               | 4,45,6                             | 69       |
| O Doutor afirma que a Matrix foi deliberadamente alterada, e o Guardião da Matriz é convocado. Segundos depois, o Mestre aparece na tela da Matrix. Sabalom Glitz e Mel são então chamados como testemunhas de defesa do Doutor. Os segredos que Glitz procurava tinham sido roubados dos Senhores do Tempo, e a Terra foi devastada e movida para preservá-los. O Doutor foi usado como bode expiatório, e o Valeyard - um amálgama das más personalidades do Doutor entre sua décima segunda e última encarnação - foi oferecido às regenerações remanescentes do Doutor. Para garantir um veredicto de culpado, o Valeyard distorceu a evidência. As tentativas do Doutor em impedir que o Valeyard mate o Alto Conselho são interrompidas pelo Mestre, que quer se desfazer do Doutor. O Doutor derrota o Valeyard destruindo o arquivo da Matrix. A Inquisidora livra o Doutor de todas as acusações e oferece a ele a presidência, que ele recusa, alegando que ela deveria ficar em seu lugar. A Inquisidora informa ao Doutor que Peri não está morta, mas viva e bem e se tornou a Rainha Guerreira Consorte do Rei Yrcanos. Depois que o Doutor e Mel saem, ela pede ao Guardião para fazer reparos na Matrix, que revela que seu rosto é o do Valeyard. |        |                        |                  |                                 |                                                                                         |                  |                                    |          |

## Pré-produção

### A 23.ª temporada original
A mudança de formato que Doctor Who havia sofrido na 22.ª temporada (episódios de 45 minutos, voltando a um episódio por semana nas noites de sábado) foi razoavelmente bem-sucedida, com a audiência ficando em torno de seis a oito milhões. Como tal, a equipe de produção começou os preparativos para a 23ª temporada no mesmo formato, com um total de 13 episódios distribuídos por seis histórias, com cinco seriais de 2 episódios e um de três episódios. Um número de histórias foi submetido, com seis eventualmente sendo comissionadas entre setembro de 1984 e fevereiro de 1985. No entanto, em fevereiro de 1985, a BBC anunciou que, como uma medida de corte de custos devido aos custos de vários grandes projetos, a 23.ª temporada estava sendo adiada de sua transmissão planejada em janeiro de 1986 para o mês de setembro seguinte, o que seria um ano fiscal diferente.

### Seriais planejados
| Nº da história | Nº de episódios | Título                          | Escrito por            |
| --- | --------------- | ------------------------------- | ---------------------- |
| 1 | 2               | The Nightmare Fair              | Graham Williams        |
| Escrito pelo ex-produtor Graham Williams, esta história de duas partes foi encomendada em 25 de setembro de 1984 como Arcade e foi planejada para abrir a 23ª temporada original. Nathan-Turner esperava que Matthew Robinson dirigisse a aventura. Williams escreveu uma romantização do roteiro que foi publicado pela Target Books em maio de 1989. Mais tarde foi adaptado por John Ainsworth para a Big Finish Productions como parte de sua série The Lost Stories em novembro de 2009. |                 |                                 |                        |
| 2 | 2               | The Ultimate Evil               | Wally K. Daly          |
| Escrito por Wally K. Daly, esta história de duas partes foi planejada para ser a segunda história da 23ª temporada original. Nathan-Turner hoped esperava que Fiona Cumming dirigisse a aventura. Daly romantizou o roteiro que foi publicado pela Target Books em agosto de 1989. Um audiolivro deste romance, lido pelo próprio Daly, foi lançado pelo RNIB em março de 2010. |                 |                                 |                        |
| 3 | 2               | Mission to Magnus               | Philip Martin          |
| Escrito por Philip Martin, esta história de duas partes foi planejada para ser a terceira história da 23ª temporada original. Nathan-Turner esperava que Ron Jones dirigisse a aventura. Martinromantizou o roteiro que foi publicado pela Target Books em julho de 1990. Mais tarde foi adaptado por Martin para Big Finish como parte de sua série The Lost Stories em novembro de 2009. |                 |                                 |                        |
| 4 | 3               | Yellow Fever and How to Cure It | Robert Holmes          |
| Yellow Fever and How to Cure It seria uma história de três partes de Robert Holmes que teria ocorrido em Cingapura e apresentava os Autons como os monstros, com a Rani e o Mestre aparecendo. O primeiro episódio foi encomendado em 26 de outubro de 1984, antes de ser colocado em espera. A história toda foi posteriormente encomendada em 6 de fevereiro de 1985, apenas algumas semanas antes de a notícia do hiato planejado ser noticiado. Nathan-Turner esperava que Graeme Harper dirigisse a aventura. Após a notícia do hiato, Holmes foi convidado pela equipe de produção para continuar com a história, mas como seis episódios de 25 minutos, esta versão vendo a remoção do Mestre da trama. Holmes supostamente completou apenas um esboço da história antes que a 23ª temporada planejada fosse completamente cancelada. |                 |                                 |                        |
| 5 | 2               | In the Hollows of Time          | Christopher H. Bidmead |
| Encomendado como uma história de duas partes do ex-roteirista Christopher H. Bidmead em 21 de novembro de 1984. Após a notícia do hiatus, Bidmead foi convidado pela equipe de produção para continuar com a história, mas como quatro episódios de 25 minutos. Mais tarde foi adaptado como The Hollows of Time por Bidmead para a Big Finish como parte de sua série The Lost Stories em junho de 2010. |                 |                                 |                        |
| 6 | 2               | The Children of January         | Michael Feeney Callan  |
| Escrito por Michael Feeney Callan, esta história foi encomendada em 5 de fevereiro de 1985. Após a notícia do hiato, Callan foi solicitado pela equipe de produção para continuar com a história, mas como quatro episódios de 25 minutos. Havia sido planejado que uma adaptação dessa história aparecesse como parte da série The Lost Stories da Big Finish , mas não foi aceita devido aos compromissos do autor e foi substituída por The Macros. |                 |                                 |                        |

### A 23.ª temporada revisada
Embora o Doctor Who tenha sido reemissionado, a série passou novamente por uma mudança de formato, com episódios reduzidos em duração de volta para 25 minutos, com a temporada completa sendo reduzida para apenas 14 episódios (um total de 350 minutos de duração), o que era quase metade do total da duração da 22.ª temporada. Como conseqüência, a equipe de produção foi forçada a abandonar os vários seriais que foram encomendados para a 23.ª temporada original, e em vez disso tiveram que criar algo novo. John Nathan-Turner e Eric Saward tiveram a ideia de ter os vários seriais ligados a uma narrativa abrangente - o que levou à concepção de uma história de teste com uma "cantiga de Natal"- inspirando o enredo "passado, presente e futuro", estendendo assim a duração da temporada. O serial de 14 partes foi planejado para ser dividido em um par de histórias de 4 partes seguido por uma de 6 partes. Em julho de 1985, os personagens do Valeyard, da Inquisidora e de Mel foram concebidos.

## Produção
Robert Holmes foi contratado para escrever os primeiros e últimos capítulos da temporada. Seu rascunho do primeiro capítulo, The Mysterious Planet, foi criticado pelo chefe de séries e seriais da BBC, Jonathan Powell, por seu conteúdo cômico, contradizendo o pedido do controlador da BBC por uma série mais humorística - que tirou a confiança de Holmes.
O segundo capítulo, Mindwarp, foi escrito por Philip Martin. O personagem de Martin, Sil, introduzido em Vengeance on Varos, foi popular entre a equipe de produção, que pediu a Martin para caracterizar o personagem no cancelado Mission to Magnus. Nathan-Turner pediu a Martin que incluísse Sil em seu capítulo, e pediu confidencialmente que Peri fosse morta de acordo com os desejos de Nicola Bryant de deixar o show de maneira marcante.
O terceiro capítulo foi originalmente interligado com o quarto. Holmes foi originalmente convidado a escrevê-lo, mas recusou, alegando não gostar de seriais em seis partes. Depois de rejeitar as propostas de Christopher H. Bidmead e PJ Hammond , Nathan-Turner se aproximou do casal roteirista Pip e Jane Baker para escrever um serial de estúdio, Terror of the Vervoids.
Holmes foi incapaz de terminar de escrever o quarto capítulo, originalmente chamado Time Inc., antes de sua morte por hepatite B em 24 de maio de 1986, aos 59 anos. Pip e Jane Baker foram comissionados por Nathan-Turner a curto prazo para escrever uma nova versão do episódio, depois que o editor de roteiro Eric Saward retirou sua permissão para sua versão original da parte catorze ser usada: o final original teria uma luta até a morte em um intervalo com o Doutor e o Valeyard como parte de um cliffhanger que termina com a temporada, o que horrorizou Nathan-Turner, já que ele temia que usar um final tão pessimista daria uma desculpa para a administração da BBC cancelar o show. Posteriormente, o título foi alterado para The Ultimate Foe.
As filmagens da temporada começaram em 7 de abril de 1986 e terminaram em 14 de agosto do mesmo ano. Para a sequência de abertura, Nathan-Turner encomendou um modelo de 45 segundos que custou mais de £ 8.000, que na época era a maior quantidade de dinheiro gasto em uma única sequência com efeitos especiais na história da série. As sequências ao ar livre em The Mysterious Planet foram filmadas em meados de abril no Queen Elizabeth Country Park, e o trabalho de estúdio foi realizado em 24 de abril e 10 de maio. O trabalho no estúdio para Mindwarp aconteceu de 27 a 29 de maio e de 11 a 13 de junho, e filmagens foram filmadas em Brighton de 15 a 16 de junho. Terror of the Vervoids e The Ultimate Foe foram produzidos simultaneamente; a produção começou com filmagens de local para o último no final de junho, antes de retornar ao estúdio para filmar cenas para ambos os capítulos em 16-17 de julho. Terror of the Vervoids foi o último capítulo a ser completado, com o trabalho de estúdio ocorrendo de 30 de julho a 1 de agosto e de 12 a 14 de agosto.

## Recepção e análise
A reação pública à temporada foi mista. Embora os números de Apreciação do Público tenham melhorado desde a temporada anterior - o valor mais baixo foi de 66% para as partes sete e nove e o mais alto foi de 72% para as partes um, quatro e oito, - os números de visualização foram menores.

### Comentários
A temporada recebeu avaliações mistas de críticos de Doctor Who. Paul Cornell , Martin Day e Keith Topping , co-autores do The Discontinuity Guide, escreveram que, como um todo, o enredo da temporada "está muito bem unido". David J. Howe e Stephen James Walker, autores de Doctor Who: The Television Companion, discordaram, argumentando que a temporada era uma "oportunidade monumental desperdiçada". Eles desaprovaram o enredo do julgamento, não estando convencidos de que um promotor "em qualquer sistema legal razoável" teria permissão para modificar as acusações e processos judiciais no meio do julgamento. Eles acharam o meta-humor de "o Doutor efetivamente sentando para assistir Doctor Who por quatorze semanas" divertido mas repetitivo, no entanto, e elogiaram a atuação de Baker. Ambas as análises acharam que as cenas do julgamento prejudicaram os arcos de história do capítulo.
As revisões dos capítulos individuais também foram mistas. Embora apreciando a atuação de Brian Blessed, Cornell, Day e Topping argumentaram que o roteiro de Mindwarp não tinha foco, "[tentando] ser cômico, grotesco, direto e farsômico, tudo ao mesmo tempo". Howe e Walker foram mais favoráveis ao roteiro, citando a reapresentação de Sil como positiva, e saudando a morte de Peri como "um dos momentos mais dramáticos e impressionantes de toda a temporada" e a melhor cena de Bryant desde The Caves of Androzani. Ambas as avaliações julgaram Terror of the Vervoids como uma história bem escrita, embora Cornell, Day e Topping tenham criticado o desempenho de diálogos.

## Lançamentos comerciais

### Mídia doméstica
A temporada inteira foi lançada como um VHS de três fitas em uma lata estilo TARDIS em 1 de outubro de 1993, como parte das comemorações do 30º aniversário da série no Reino Unido, e foi lançada na América do Norte em 1 de junho de 1995.
Todos os seriais de The Trial of a Time Lord foram divulgados em um box de DVDs em 29 de setembro de 2008 na região 2, em 7 de outubro de 2008 na Região 1 e em 5 de janeiro de 2009 na Região 4.

### Romantizações

#### "Os episódios perdidos"
| História           | Título do romance  | Autor           | Publicação           |
| ------------------ | ------------------ | --------------- | -------------------- |
| The Nightmare Fair | The Nightmare Fair | Graham Williams | 18 de maio de 1989   |
| The Ultimate Evil  | The Ultimate Evil  | Wally K. Daly   | 17 de agosto de 1989 |
| Mission to Magnus  | Mission to Magnus  | Philip Martin   | 19 de julho de 1990  |

#### The Trial of a Time Lord
| História     | Título do romance      | Autor              | Publicação             |
| ------------ | ---------------------- | ------------------ | ---------------------- |
| Partes 1–4   | The Mysterious Planet  | Terrance Dicks     | 19 de novembro de 1987 |
| Partes 5–8   | Mindwarp               | Philip Martin      | 15 de junho de 1989    |
| Partes 9–12  | Terror of the Vervoids | Pip and Jane Baker | 17 de setembro de 1987 |
| Partes 13–14 | The Ultimate Foe       | Pip and Jane Baker | 21 de abril de 1988    |